# Schizaea rupestris
Schizaea rupestris là một loài dương xỉ trong họ Schizaeaceae. Loài này được R. Br. mô tả khoa học đầu tiên..
Danh pháp khoa học của loài này chưa được làm sáng tỏ. 